# 山本眞理
山本 眞理（やまもと まり、1953年4月 - 2024年7月3日）は、日本の精神障害当事者運動家。全国「精神病」者集団に設立直後より2018年まで参加し、2018年の実質的解散まで事務局長を務めた。内閣府障害者施策総合調査、内閣府障がい者制度改革推進会議などの政府検討会構成員を歴任。世界精神医療ユーザー・サバイバーネットワーク(WNUSP)元理事。著作においては筆名として「長野英子」も使用。

## 経歴
1953年生まれ。
1970年、17歳のときに初めて精神病院に入院し、1980年ごろより全国「精神病」者集団会員となる。
入院治療のあと、大学進学資格を取得して早稲田大学に進学。
卒業後は、一貫して精神障害当事者運動家として活動。全国「精神病」者集団の設立直後からのメンバーであり、長年にわたって事務局長を務めた。世界精神医療ユーザー・サバイバーネットワーク(WNUSP)、国連等でも活発に活動。2003年より世界精神医療ユーザー・サバイバーネットワーク理事を務める。
2019年、肺がんの診断を受ける。2024年7月3日、肺がんにより東京都内の病院で死去。
2024年9月8日に東京都北区で開催された「山本眞理さんを偲ぶ会」には、Center for the Human Rights of Users and Survivors of Psychiatry代表のTina Minkowitz およびDisability Rights FundディレクターのVictoria Leeがメッセージを寄せた。